# گیاه‌خواری (جانوران)

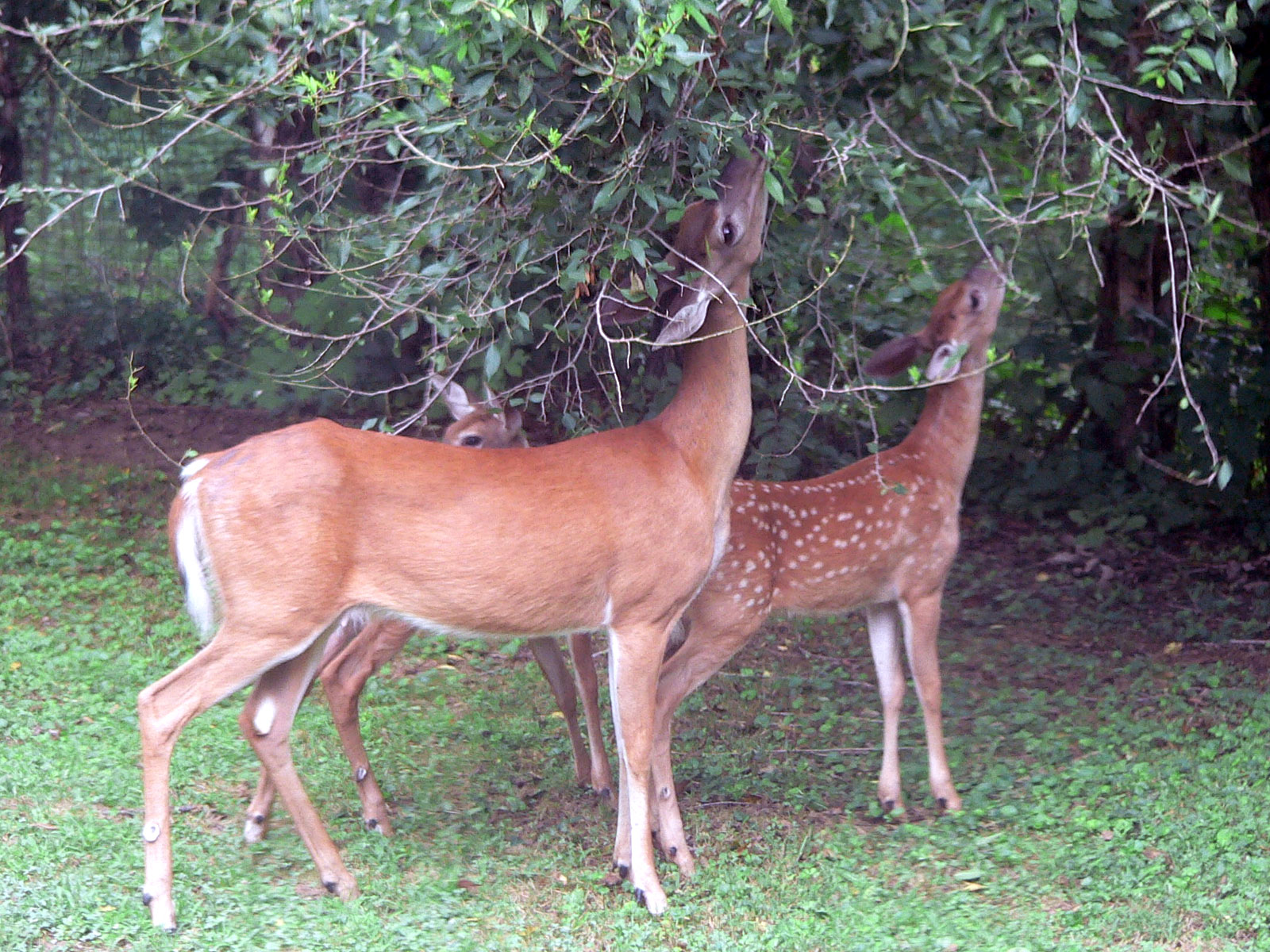
گوزنی در حال مصرف شاخ و برگ

گیاه‌خواری (به انگلیسی: Herbivory) ویژگی جانورانی است که از گیاهان تغذیه می‌کنند.
گیاه‌خواری نوعی شکار در راستای خودپروردگی قرار دارد. بدن گیاه‌خواران از نظر کالبدشناسی و تنکردشناختی (فیزیولوژیک) برای تغذیه از گیاهان سازگاری پیدا کرده‌است. در این شیوهٔ تغذیه گیاهان جلبکها و حتی باکتریهایی که عمل فتوسنتز انجام می‌دهند نیز قرار دارند. با این تعاریف بسیاری از جانوران و برخی از باکتری‌ها و حتی گیاهان انگلی در این رده قرار دارند. با این حال در فرهنگ عامه گیاه‌خواران و گیاه‌خواری مربوط به جانوران می‌باشد.